# Aufstand im Escambray-Gebirge

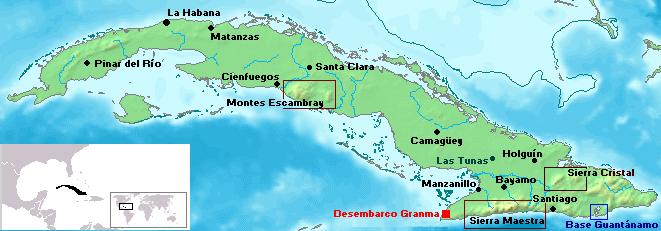
Die mittige Lage des Escambray auf der kubanischen Insel.

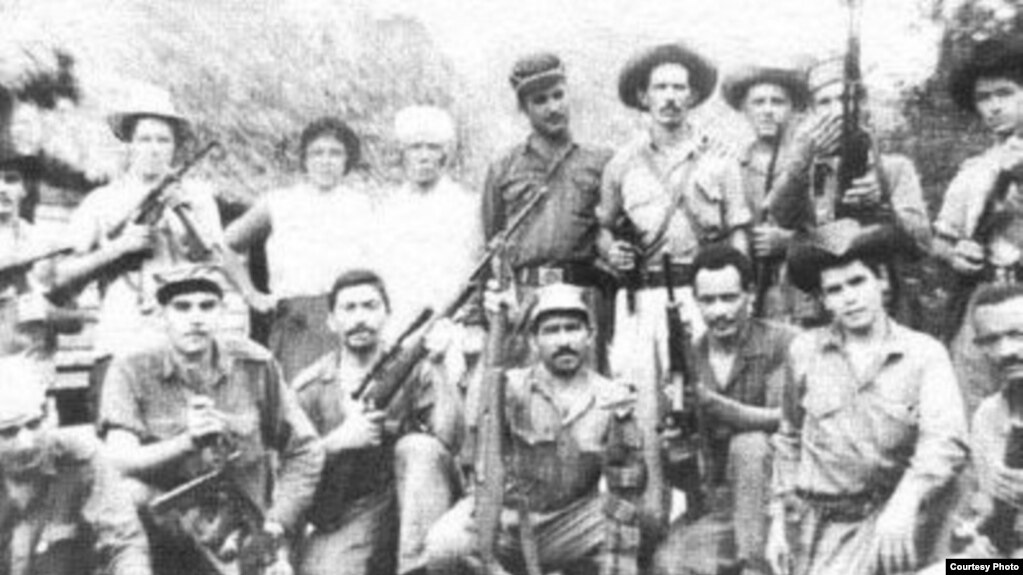
Foto einer Gruppe Aufständischer aus dem Jahr 1960.

Der bewaffnete Aufstand im Escambray-Gebirge (spanisch Rebelión del Escambray) von 1959 bis 1965 in der zentralen Provinz Villa Clara von Kuba, entstand als Widerstand auf die durch die Kubanische Revolution (1953–1959) zur Macht gekommene Kommunistische Partei Kubas (KPK) unter Fidel Castro im Allgemeinen und gegen das Ley de Reforma Agraria, ein Gesetz vom Mai 1959 (und das dieses ausführende Instituto Nacional de Reforma Agraria), das eine tiefgreifende Agrarreform durchsetzen sollte, im Speziellen. Die Mehrheit der kubanischen Bevölkerung waren direkt oder indirekt in der Landwirtschaft beschäftigt und von den Plänen der neuen Machthaber betroffen.

## Verlauf
Im hohen Escambray-Gebirge wurde Kaffee angebaut, im tiefen Escambray wurde Landwirtschaft und Viehwirtschaft betrieben. Es handelte sich dabei um kleine Betriebe, die von Bauern (kubanisch-spanisch: guajiros) und ihren Familien bewirtschaftet wurden, unterstützt von einigen Lohnarbeitern während der Erntezeit. Später schlossen sich ins Escambray geflüchtete Batista-Anhänger und Antikommunisten der Rebellion an. Neben den ursprünglichen dezidierten Gegnern des Castro-Regimes und der Revolution schlossen sich im Laufe der Zeit auch andere oppositionelle Gruppen und sogar ehemalige Revolutionäre der Rebellion an, die mit dem Castro-Regime gebrochen hatten. Viele waren unzufrieden mit den jeweiligen persönlichen, politischen und/oder wirtschaftlichen Veränderungen und die zunehmende Kontrolle der KPK über das Land und die Einführung von kommunistischen Prinzipien in der Wirtschaft und im sozialen Leben. Auch wenn viele (in der kubanischen Gesellschaft) die Absetzung Batistas begrüßten, waren sie doch gleichzeitig gegen die KPK. Wichtig hierbei anzumerken, dass es innerhalb der Rebellen eine Vielfalt an Zielen und Ideologien gab: Einige Teilnehmer kämpften für die Wiederherstellung der vorrevolutionären Ordnung (Batista-Anhänger und Menschen, die im vorrevolutionären Kuba besser lebten), während andere für demokratische Reformen und politische Veränderungen eintraten.
Gegen die wachsende Gruppe an bewaffneten Rebellen setzte die KPK die kubanische Armee und paramilitärische Einheiten ein und es entwickelte sich ein langwieriger und gewaltsamer Konflikt im Gebirge, der Lucha contra Bandidos (Kampf gegen Banditen) genannt wurde und im April 1961 von der Invasion in der Schweinebucht überschattet wurde. Die Rebellen führten Guerilla-Taktiken ein – dieselben Taktiken wie es bereits die Kubanische Rebellenarmee während der Revolution machte, deren Segundo Frente Nacional del Escambray (Zweite Nationale Front des Escambray) hatte ihr Hauptquartier im selbigen Gebirge und wurde befehligt von William Alexander Morgan und dessen Stellvertreter Eloy Gutiérrez Menoyo, die später Anführer des hier behandelten Aufstandes wurden, neben Plinio Prieto, Eusebio Peñalver und Porfirio Ramírez.
Die Escambray-Rebellion war eine der wichtigsten Oppositionsbewegungen gegen das Castro-Regime in den frühen Jahren nach der Revolution. Die Rebellen erhielten Unterstützung von den USA, die versuchten, den Sturz der Castro-Regierung zu fördern. Letztlich waren die Rebellen nicht erfolgreich und der Aufstand wurde in den 1960er-Jahren schließlich niedergeschlagen.
Insgesamt ist die Rebelión del Escambray ein bedeutendes Kapitel in der Geschichte Kubas und ein Symbol des Widerstandes gegen die KPK und Fidel Castro.

## Einzelnachweis
1. ↑  guajiro - Deutsch-Übersetzung - Langenscheidt Spanisch-Deutsch Wörterbuch. Abgerufen am 15. Juni 2023.